# Escola Guillem de Mont-rodon
L'Escola Guillem de Mont-rodon és una escola de Vic que es va inaugurar l'any 1971 amb un ideari d'escola catalana, oberta, activa i plural. El curs 98-99, amb la reorganització del mapa escolar de la ciutat de Vic, s'inicia la fusió amb l'Escola Sant Miquel dels Sants. Aquesta última escola, fundada l'any 1934, estava ubicada en un edifici de Pericas situat a l'altre cantó del riu Méder, prop del Pont de Queralt i de la cruïlla de vies urbanes coneguda amb el nom de “La Pista”.
D'ençà de la fusió, l'escola s'anomenà CEIP Guillem de Mont-rodon – Sant Miquel dels Sants, però a causa de ser un nom massa llarg, per decisió del Claustre i del Consell Escolar es va sol·licitar al Departament d'Ensenyament canvi de nom que es va fer oficial el 19 de novembre de 2011 amb la seva publicació al DOGC. A partir d'aleshores, l'escola s'anomena únicament Escola Guillem de Mont-rodon.
En total 75 capses de documentació acadèmica del CEIP Guillem de Mont-rodon – Sant Miquel dels Sants formen part, des del passat mes de febrer, dels fons custodiats de l'Arxiu Comarcal d'Osona'.